# Daniele Secci
Daniele Secci (ur. 9 marca 1992) – włoski lekkoatleta specjalizujący się w pchnięciu kulą.
W 2009 był jedenasty podczas mistrzostw świata juniorów młodszych, a w 2010 odpadł w eliminacjach juniorskich mistrzostw świata. Przegrywając z Krzysztofem Brzozowskim został w 2011 wicemistrzem Europy juniorów. Medalista mistrzostw Włoch oraz reprezentant kraju w pucharze Europy w rzutach.
Rekordy życiowe kulą seniorską o wadze 7,26 kg.: stadion – 19,42 (12 marca 2017, Las Palmas); hala – 19,56 (22 lutego 2015, Padwa). Kulomiot jest rekordzistą swojego kraju w juniorskich kategoriach wiekowych w pchnięciu kulą o różnych wagach.

## Osiągnięcia
| Rok  | Impreza                                 | Miejsce               | Pozycja              | Wynik |
| ---- | --------------------------------------- | --------------------- | -------------------- | ----- |
| 2009 | Mistrzostwa świata juniorów młodszych   | Tyrol Południowy      | 11. miejsce          | 18,07 |
| 2009 | Europejski Festiwal Młodzieży           | Tampere               | 2. miejsce           | 19,08 |
| 2009 | Gimnazjada                              | Doha                  | 1. miejsce           | 19,47 |
| 2010 | Mistrzostwa świata juniorów             | Moncton               | el. – 14. miejsce    | 18,25 |
| 2011 | Mistrzostwa Europy juniorów             | Tallinn               | 2. miejsce           | 20,45 |
| 2013 | Zimowy puchar Europy w rzutach          | Castellón de la Plana | 5. miejsce (U-23)    | 17,71 |
| 2013 | Młodzieżowe mistrzostwa Europy          | Tampere               | el. – 18. miejsce    | 17,56 |
| 2014 | Zimowy puchar Europy w rzutach          | Leiria                | 1. miejsce (grupa B) | 18,97 |
| 2015 | Halowe mistrzostwa Europy               | Praga                 | el. – 25. miejsce    | 18,53 |
| 2015 | Zimowy puchar Europy w rzutach          | Leiria                | 9. miejsce           | 18,85 |
| 2015 | Superliga drużynowych mistrzostw Europy | Czeboksary            | 8. miejsce           | 18,68 |
| 2017 | Puchar Europy w rzutach                 | Las Palmas            | 3. miejsce (grupa B) | 19,42 |